# بيرت ووكر
بيرت ووكر (بالإنجليزية: Bert Walker)‏ هو سياسي نيوزلندي، ولد في 2 يونيو 1919، وتوفي في 4 يناير 2008. انتخب عضو مجلس النواب النيوزيلندي.